# Buse de Ridgway
Buteo ridgwayi
Espèce
Statut de conservation UICN

 CR C2a(i) : 
En danger critique
Statut CITES
La Buse de Ridgway (Buteo ridgwayi) ou buse d'Hispaniola, est une espèce de rapaces diurnes, nommés buses, de la famille des Accipitridae.
Elle est endémique de l'île d'Hispaniola.
D'après le Congrès ornithologique international, c'est une espèce monotypique (non divisée en sous-espèces).
Classée depuis l'an 2000 comme en danger critique d'extinction en raison de sa population petite et fragmentée, sa population a connu une augmentation récente grâce à des actions de conservation. Les principales menaces pesant sur sa population sont la perte de son habitat naturel à cause de l'agriculture humaine, et sa persécution par certains éleveurs de volaille en raison de méconnaissance de ces derniers sur les habitudes alimentaires de cette espèce.